# Tétraévangile illustré gréco-latin
Le Tétraévangile illustré gréco-latin est un manuscrit enluminé byzantin contenant les quatre évangiles, exécuté à Constantinople dans la seconde moitié du XIIIe siècle. Il fait partie des rares manuscrits réalisé pendant la période de l'Empire latin de Constantinople et l'occupation de la ville par les Croisés. Il est actuellement conservé à la Bibliothèque nationale de France (Grec 54).

## Historique du manuscrit
Le manuscrit a sans doute été commandé à la fin de la période d'occupation de Constantinople par les latins, après 1250, et ce, à l'initiative d'un empereur ou dignitaire latin résidant dans la ville, comme l'indique la traduction latine du texte grec. Depuis 1205, l'ancienne capitale de l'Empire byzantin est en effet occupée par les croisés et dirigée par des aristocrates latins. Pendant cette période, des liens très étroit se sont noués entre les latins et les familles aristocrates byzantins. Le manuscrit a peut-être été commandé à l'occasion d'un mariage ou d'une rencontre entre latins et byzantins.
L'existence de ce manuscrit n'est connue que depuis le XVIe siècle, époque à laquelle il entre possession du cardinal et bibliophile italien Niccolò Ridolfi. Il a peut-être obtenu ce manuscrit de Janus Lascaris, un érudit grec réfugié en Italie qui lui a fourni plusieurs ouvrages. À la mort du cardinal en 1550, l'ouvrage passe dans les collections de Pierre Strozzi, condottiere florentin passé au service du roi de France et bibliophile. Il meurt à son tour en 1558 et sa collection entre en possession de sa cousine, Catherine de Médicis. En 1599, la bibliothèque de celle-ci entre dans la bibliothèque du roi de France, Henri IV.

## Description

### Le texte

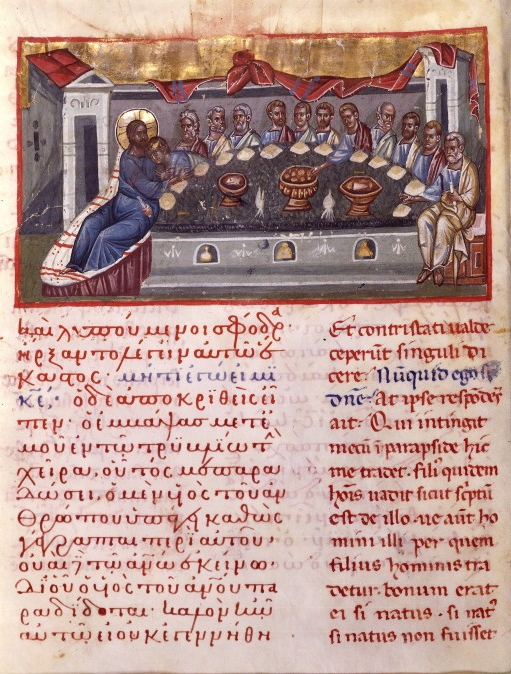
La Cène, texte et miniature.

Le manuscrit contient les textes des quatre évangiles à la fois en grec et en latin, sur deux colonnes. Le texte a sans doute tout d'abord été écrit en grec, puis traduit en latin. Cependant, cette traduction n'est pas complète car elle n'est présente que pour l'évangile de Matthieu puis une grande partie de Marc, mais elle est seulement partielle pour Luc et Jean. Le texte du livre est écrit avec des encres de quatre couleurs différentes : la couleur varie en fonction des prises de paroles des personnages bibliques. Cette polychromie du texte est très rares dans les manuscrits byzantins, mais relativement courante dans les manuscrits latins. Le copiste s'est donc sans doute inspiré de ces derniers pour la rédaction du texte. 

### Iconographie
L'ouvrage contient 51 miniatures mais 25 sont inachevées et cinq sont restées à l'état d'esquisse, surtout dans l'évangile de Matthieu. Les images illustrent principalement les scènes de miracles, les paraboles et les épisodes de la passion du Christ. Cette iconographie est inspirée directement d'un autre tétraévangile aujourd'hui conservé au monastère d'Iveron sur le Mont Athos (Ms.Gr.5). Il reprend au moins 25 scènes identiques à ce dernier manuscrit et placée au même emplacement dans le texte évangélique.
La représentation du Christ en croix dans les cinq Crucifixions, le montre avec un linge autour des reins, le corps légèrement incurvé. Dans deux cas, les trois croix du Calvaire sont présentes tandis que les trois autres montrent le Christ seul, entouré de soldats avec sa mère, Jean, les Saintes Femmes et le centurion.